# Stuttering
Stuttering è un brano musicale della cantante canadese Fefe Dobson, estratto come secondo singolo dall'album Joy.

## Tracce
1. Stuttering – 3:09

## Classifiche
| Classifica (2011) | Posizione massima |
| ----------------- | ----------------- |
| Canada            | 10                |